# أنطون سيلوانوف
أنطون غيرمانوفيتش سيلوانوف (الروسية: Анто́н Ге́рманович Силуа́нов) هو وزير المالية الحالي لروسيا الإتحادية.

## حياته
ولد في موسكو عام 1963 وتخرج عام 1985 في معهد موسكو المالي بتخصص «الأموال والقروض». وعمل منذ عام 1985 خبيرا في الاقتصاد بوزارة المالية الروسية، ثم تولى عام 1992 منصب نائب رئيس شعبة في وزارة المالية.
في عام 1997 عُيِّن رئيسا لإدارة السياسة الاقتصادية والعمليات المصرفية بوزارة المالية. وتولى عام 2003 منصب نائب وزير المالية. وبعد إقصاء وزير المالية اليكسي كودرين عن منصبه عام 2011 قام الرئيس دميتري ميدفيديف آنذاك بتعيينه في منصب وزير المالية.
وفي 21 مايو/أيارعام 2012 أصدر الرئيس فلاديمير بوتين مرسوما رئاسيا يقضي بإعادة تعيينه في منصب وزير المالية في حكومة رئيس الوزراء دميتري مدفيديف.